# Euplexia
Euplexia is een geslacht van nachtvlinders uit de familie Noctuidae.

## Soorten
- E. adamantina Turner, 1906
- E. albiclausa Warren, 1916
- E. albifusa Hampson, 1908
- E. albilineola (Wileman & South, 1918)
- E. albinota Moore, 1867
- E. albirena Wileman, 1914
- E. alboguttata Warren, 1912
- E. albonota Hampson, 1893
- E. amblypennis Strand, 1920
- E. annapurna Hreblay & Ronkay, 1998
- E. argyrosemastis Hampson, 1918
- E. asbolodes Turner, 1911
- E. atrovirens Moore, 1867
- E. augens Felder & Rogenhofer, 1874
- E. aurigera Walker, 1858
- E. azyga Hampson, 1908
- E. benesimilis McDunnough, 1922
- E. borbonica Viette, 1957
- E. brillians Barnes & McDunnough, 1911
- E. bryochlora Meyrick, 1897
- E. calamistrata Moore, 1882
- E. calbum Turner, 1943
- E. callichroa Lower, 1902
- E. calliphaea Turner, 1925
- E. callisina Turner, 1902
- E. carnefusa Warren, 1912
- E. carneola Warren, 1912
- E. catephiodes Hampson, 1908
- E. cervinipennis Warren, 1912
- E. columbina Draudt, 1950
- E. complicata Warren, 1912
- E. connexa Warren, 1912
- E. cuprea Moore, 1874
- E. chalybsa Hampson, 1908
- E. chlorerythra Swinhoe, 1895
- E. chlorogrammata Hampson, 1902
- E. debilis Butler, 1879
- E. delineata Warren, 1912
- E. dilutiapicata Filipjev, 1927
- E. dinawa Bethune-Baker, 1906
- E. discisignata Moore, 1867
- E. distorta Moore, 1881
- E. docima Turner, 1920
- E. dubiosa (Bethune-Baker, 1891)
- E. euarmosta Turner, 1911
- E. euplexina Rebel, 1917
- E. exangulata Warren, 1912
- E. fasciata Hampson, 1891
- E. figurata Warren, 1912
- E. guttata Warren, 1913
- E. ikondae Berio, 1973
- E. illustrata Graeser, 1888
- E. imperator Laporte, 1984
- E. internimarginata Rothschild, 1916
- E. iorrhoa Meyrick, 1902
- E. jabalsabira Hacker & Fibiger, 2002
- E. japonica Leech, 1889
- E. jordansi Draudt, 1950
- E. koreaeplexia Bryk, 1948
- E. koreaplexia Bryk, 1949
- E. latibasalis Warren, 1913
- E. leucostigma Turner, 1902
- E. likianga Kononenko, 1996
- E. lilacina Hreblay & Ronkay, 1998
- E. literata (Moore, 1882)
- E. lucipara Linnaeus, 1758 - levervlek

- E. lucisquama Warren, 1912
- E. magniclavis Hampson, 1897
- E. magnirena Warren, 1912
- E. melanistis Hampson, 1908
- E. melanocycla Hampson, 1908
- E. melanops Lower, 1902
- E. mercieri Laporte, 1984
- E. mniochlora Meyrick, 1889
- E. monilis Moore, 1881
- E. morosa Walker, 1869
- E. mucronata Moore, 1881
- E. muscosa Warren, 1912
- E. nigrina Draudt, 1950
- E. niveifera Hampson, 1906
- E. nyassana Gaede, 1915
- E. ochroneura Turner, 1943
- E. olivacea Moore, 1881
- E. pali Hreblay & Ronkay, 1998
- E. pamprepta Turner, 1922
- E. pardaria (Moore, 1882)
- E. pectinata Warren, 1888
- E. pericalles Fletcher D. S., 1961
- E. phloeophanes Turner, 1943
- E. picturata Leech, 1900
- E. pinoni Laporte, 1984
- E. plumbeola Hampson, 1894
- E. plumbeomarginata Hampson, 1895
- E. poliochroa Hampson, 1908
- E. polycmeta Turner, 1902
- E. pratti Bethune-Baker, 1906
- E. resplendens Warren, 1912
- E. rhoda Hampson, 1908
- E. semifascia Walker, 1865
- E. shoana Laporte, 1984
- E. signata Lower, 1905
- E. sinuata Moore, 1882
- E. splendida Sugi, 1958
- E. striatovirens Moore, 1867
- E. tibetensis Warren, 1912
- E. trichroma Meyrick, 1902
- E. triplaga Walker, 1857
- E. venosa Moore, 1882
- E. vetula Clarke, 1971
- E. viridisparsa Berio, 1939